# Volo American Airlines 11
Il volo American Airlines 11 è stato il primo dei quattro aerei di linea dirottati durante gli attentati dell'11 settembre 2001. La sua rotta regolare connetteva l'aeroporto Logan di Boston all'Aeroporto Internazionale di Los Angeles.
L'11 settembre 2001, l'aereo venne dirottato da un gruppo di 5 terroristi legati ad al-Qaida e fatto schiantare contro la Torre Nord del World Trade Center di New York. A bordo c'erano 92 persone (compresi i 5 dirottatori e gli 11 membri dell'equipaggio).
Dopo la tragedia, il numero di contrassegno del volo fu modificato da "11" in "25" dalla American Airlines.

## Il volo

### La partenza

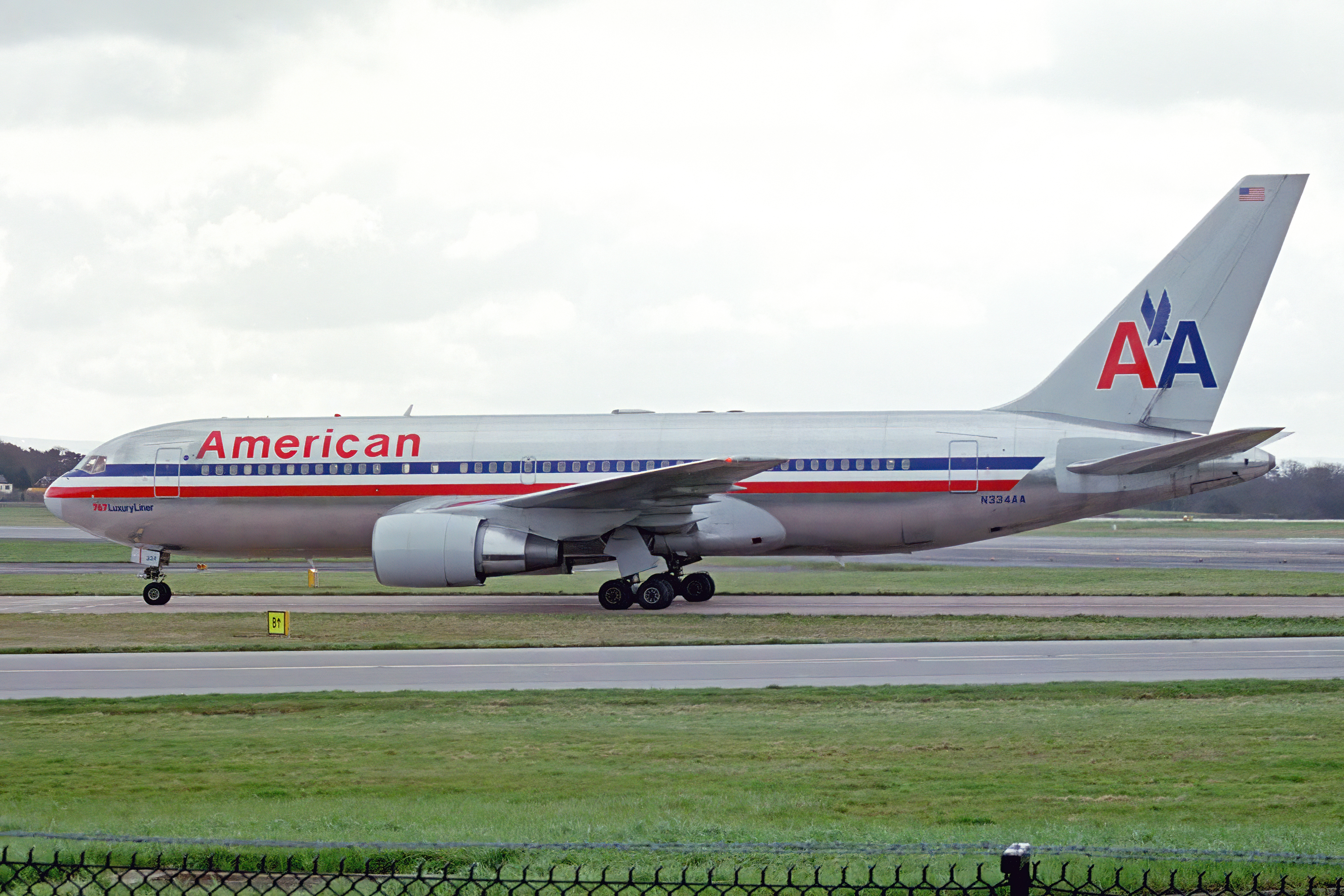
N334AA fotografato l'8 aprile 2001

La partenza del volo, operato dall'aeromobile Boeing 767 con marche N334AA, era fissata per le 07:45. Le operazioni di imbarco risultano concluse alle 07:40, tuttavia la Commissione d'indagine sugli attentati dell'11 settembre 2001 afferma che gli orari indicati "sono puramente approssimativi; per il volo 11, i registri indicano che alcuni passeggeri si sono imbarcati dopo che il velivolo aveva effettuato le operazioni di push-back" dall'uscita 26.
Molto probabilmente, fra i ritardatari c'erano anche Atta ed al-Umari, entrambi provenienti da Portland. La Commissione sull'11 settembre ha successivamente affermato che "la deviazione per Portland rischiò di far perdere ad Atta e al-Umari il volo 11 in partenza da Boston. In effetti, i bagagli che imbarcarono a Portland non arrivarono mai sul loro aereo".
Il volo decollò dalla pista 4R alle 07:59, in ritardo di 14 minuti sulla tabella di marcia. Alle 08:13, mentre l'aereo si trovava in volo sul Massachusetts centrale, a circa 26.000 piedi (circa 7.925 metri) di altezza, venne trasmessa l'ultima comunicazione dalla cabina di pilotaggio. Alle 08:13:47, il centro di controllo di Boston ordinò al volo AA11 di salire ad un'altitudine di 35.000 piedi (circa 10.668 metri), ma non ottenne alcuna risposta. Vennero effettuati vari tentativi di riprendere contatto con l'aereo per i successivi 10 minuti, senza riuscirvi.

### Il dirottamento

Il tracciato di volo

Riguardo l'orario del dirottamento, la Commissione concluse che:
Non è chiaro come i terroristi riuscirono a farsi strada fin dentro la cabina di pilotaggio. Si sa soltanto che, fra le 08:14 e le 08:19, cinque persone vennero uccise dal commando: il pilota John Ogonowski, il primo ufficiale Thomas McGuinness (uccisi da Atta e al-Umari), due assistenti di volo (probabilmente Karen Martin e Barbara Arestegui, uccise dai fratelli al-Shehri) e il passeggero di origine israeliana Daniel Lewin. Probabilmente Lewin (che aveva prestato servizio per quattro anni nel Sayeret Matkal dell'esercito israeliano) fu accoltellato al collo da Satam al-Suqami per aver cercato di impedire ai terroristi di raggiungere la cabina di pilotaggio.
Mentre Atta e probabilmente al-Umari presero possesso dei comandi, gli altri tre terroristi costrinsero gli altri passeggeri a spostarsi verso la coda dell'aereo, usando spray irritanti e minacciando di fare esplodere una bomba. Alle 08:19, l'assistente di volo Betty Ong contattò la American Airlines per segnalare l'avvenuto dirottamento. Alle 08:21, l'allarme venne trasmesso al quartier generale della compagnia, a Fort Worth (Texas). Contemporaneamente, Atta spense il transponder, di fatto facendo perdere completamente i contatti con il volo AA11.
A partire dalle 08:22 anche un'altra assistente di volo, Madeline Sweeney, tentò più volte di mettersi in contatto con la American Airlines, riuscendovi solo alle 08:25 e poi alle 08:32. Le due assistenti di volo fornirono nei circa venti minuti successivi numerose informazioni sia sulle condizioni degli ostaggi, sia circa l'aspetto dei terroristi ed il posto in cui erano seduti (particolari rivelatisi fondamentali per determinarne l'identità).
Alle 08:24, Atta cercò di tranquillizzare due volte gli ostaggi, ma (come da rapporto dell'inchiesta) "probabilmente non sapeva come operare con la radio di bordo correttamente e dunque inavvertitamente trasmise il proprio messaggio sul canale del controllo del traffico aereo", anziché ai passeggeri:
Alle 08:26, l'aereo modificò la sua rotta e puntò verso sud-est. Alle 08:32, si stabilizzò ad una quota di circa 29.000 piedi (circa 8.839 metri). Alle 08:33:59, vi fu l'ultima comunicazione ufficiale dall'aereo, sempre ad opera di Atta:
Alle 08:37, il controllo FAA di Boston contattò il volo United Airlines 175 (che sarebbe stato a sua volta dirottato 5 minuti più tardi) per ricevere notizie sulla posizione del volo AA11. Dopo la conferma dell'avvistamento, i piloti ricevettero l'ordine di tenersi lontano dal velivolo per questioni di sicurezza. Pochi secondi dopo, il volo AA11 iniziò a scendere ad una velocità media di 3.200 piedi (circa 975 metri) al minuto. Alle 08:38, virò ancora una volta verso sud, in direzione di New York. Alle 08:43, l'aereo raggiunse una quota di circa 10.000 piedi (circa 3.048 metri) e fece un'ultima virata verso sud/sud-est, in direzione di Manhattan. Intorno alle 08:46, si interruppero improvvisamente anche le chiamate da bordo da parte delle assistenti di volo Ong e Sweeney.

### La reazione della FAA e del NORAD
Il Centro FAA di Boston non fu sicuro di avere un dirottamento in corso fino alle 08:24, ora in cui giunsero le due comunicazioni di Atta. La prima comunicazione risultò però in parte incomprensibile. Il responsabile del Centro ordinò pertanto di "estrarre il nastro" con le registrazioni e di riascoltarlo con la massima attenzione. In particolare, le parole "Abbiamo alcuni aerei" non furono immediatamente colte dagli operatori. Fra le 08:25 e le 08:32, il Centro di Boston iniziò ad allertare la linea di comando della FAA, in ossequio al protocollo in materia.
Alle 08:32, venne avvertito anche il Quartier Generale della FAA di Herndon (Virginia), che ordinò di connettere in video-conferenza i Centri di Boston, New York e Cleveland per fare il punto della situazione. Due minuti dopo, avvenne l'ultima comunicazione dal volo AA11.
Alle 08:37, il Centro di Boston aggirò i protocolli e chiamò direttamente il Northeast Air Defense Sector (NEADS, facente parte del NORAD), avvertendoli dell'avvenuto dirottamento del volo AA11 e richiedendo un intervento immediato, specificando che "questa non è una esercitazione, non è un test". Nelle parole della Commissione sull'11 settembre, "il NEADS fu avvertito del dirottamento nove minuti prima che l'aereo si schiantasse contro la Torre Nord. Quei nove minuti furono il lasso di tempo più lungo che i militari ebbero per reagire ad uno dei quattro dirottamenti".
Il NEADS ordinò che due F-15 si levassero in volo dalla Base aerea Otis di Falmouth (Massachusetts), affinché intercettassero il velivolo dirottato. L'operazione venne accordata senza che fossero pervenute le autorizzazioni necessarie dal comando civile. I due caccia si alzarono in volo alle 08:46, ma in quello stesso momento il volo American Airlines 11 si schiantò contro la Torre Nord del World Trade Center.
Dal momento che il transponder dell'aereo era spento dalle 08:21, il NEADS impiegò i minuti successivi al decollo per determinare la direzione in cui inviare i due caccia. Poco dopo le 08:50, ebbero la prima notizia che un aereo aveva colpito il World Trade Center. I due F-15 erano comunque in volo alle ore 08:53, stando alle registrazioni dei radar di terra. Privi di un obbiettivo preciso, ricevettero l'ordine di restare in posizione di attesa nello spazio aereo militare intorno Long Island. La posizione venne tenuta dalle 09:09 alle 09:13.

### Lo schianto

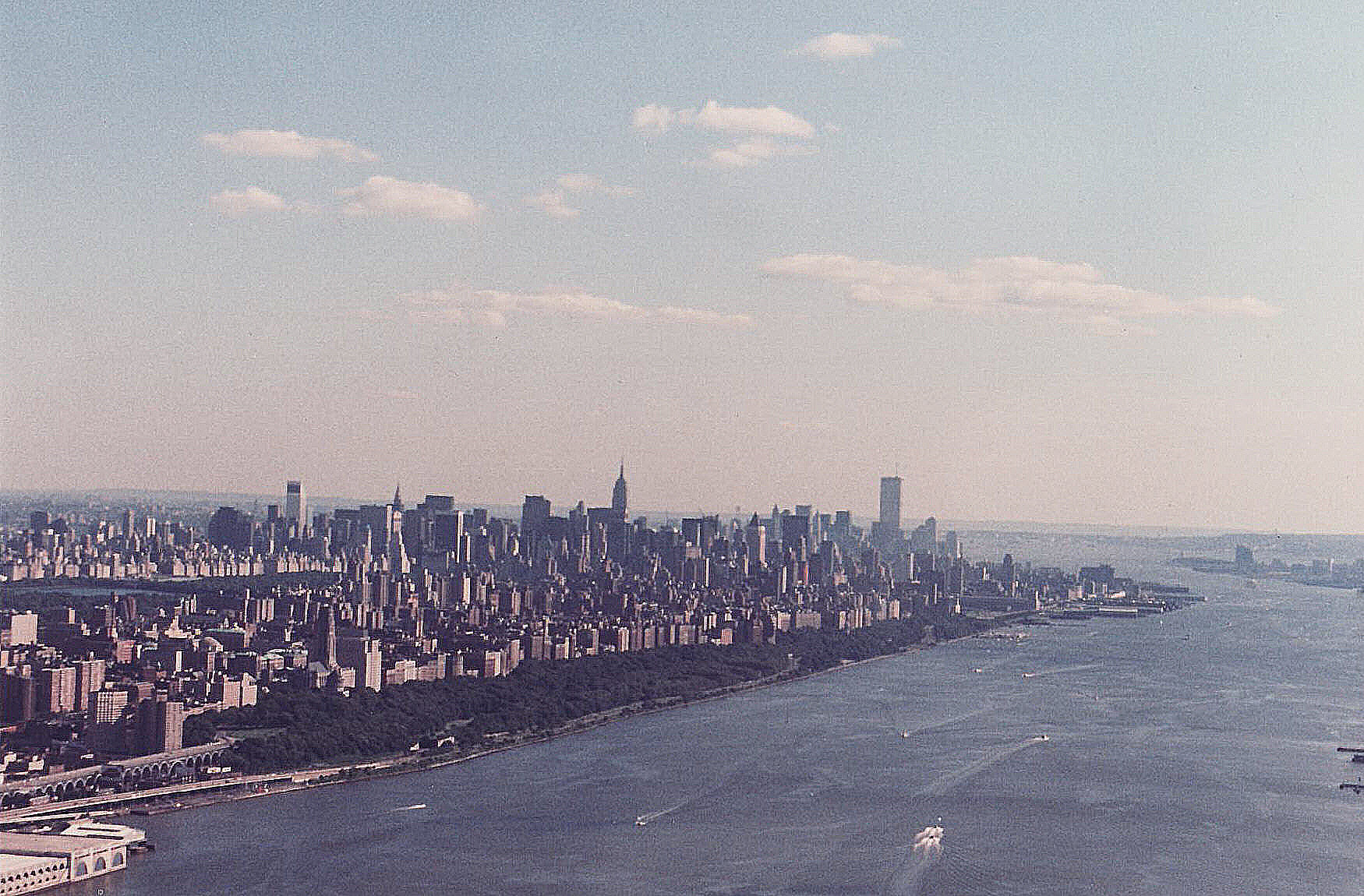
Visuale di Manhattan a 1000 piedi di altezza, approssimativamente sul percorso del volo

Alle 08:46:40 (le 14:46 in Italia), il volo American Airlines 11 si schiantò contro la facciata settentrionale della Torre nord del World Trade Center. L'impatto avvenne fra il 93º e il 99º piano ad una velocità di 790 km/h e produsse un cratere largo circa 15 piedi (circa 4,6 metri), alto circa 4 piani (dal 93° al 97°). Il 94º e il 96º piano, investiti in pieno dai due serbatoi del velivolo, furono molto probabilmente la fonte delle due enormi esplosioni che si videro poco dopo l'impatto. Tutte le persone a bordo morirono sul colpo.
Le uniche immagini dell'impatto sono riconducibili alle riprese di tre persone: il regista francese Jules Naudet, il lavoratore ceco Pavel Hlava e l'artista tedesco Wolfgang Staehle.
La prima notizia dell'impatto venne data dalla CNN alle 08:49, con una edizione straordinaria dal titolo "Disastro al World Trade Center". Carol Lin e Vince Cellini erano i due giornalisti in studio. La prima a prendere la parola fu Carol Lin:
Subito dopo il produttore della CNN Sean Murtagh, raggiunto al telefono, intervenne in diretta affermando di aver visto "un aereo che sembrava vagare ad una altitudine più bassa del solito sopra New York e che poi si è schiantato - non so contro quale torre, ma ha colpito direttamente una delle torri del World Trade Center". La sua fu la prima testimonianza oculare resa pubblica dopo gli attentati. A partire dalle 08:52, tutte le altre reti televisive interruppero la loro normale programmazione con una edizione straordinaria sullo schianto.
L'impatto del volo AA11 causò danni molto estesi alla struttura della Torre Nord. Vennero osservati enormi incendi, causati dallo scontro, fra il 92º e il 98º piano nei successivi 70 minuti, alimentati anche dal carburante ancora presente nei serbatoi dell'aereo. Si stima infatti che circa due terzi dei quasi 10.000 galloni (circa 37.854 litri) di carburante ancora presenti, siano bruciati all'interno della struttura dopo l'impatto iniziale (che consumò circa il 15% del carburante).
I danni e gli incendi sono due delle cause del crollo, avvenuto alle 10:28, della Torre Nord, che causò la morte di oltre 1.300 persone intrappolate al di sopra del 92º piano.

## Le indagini

### I dirottatori

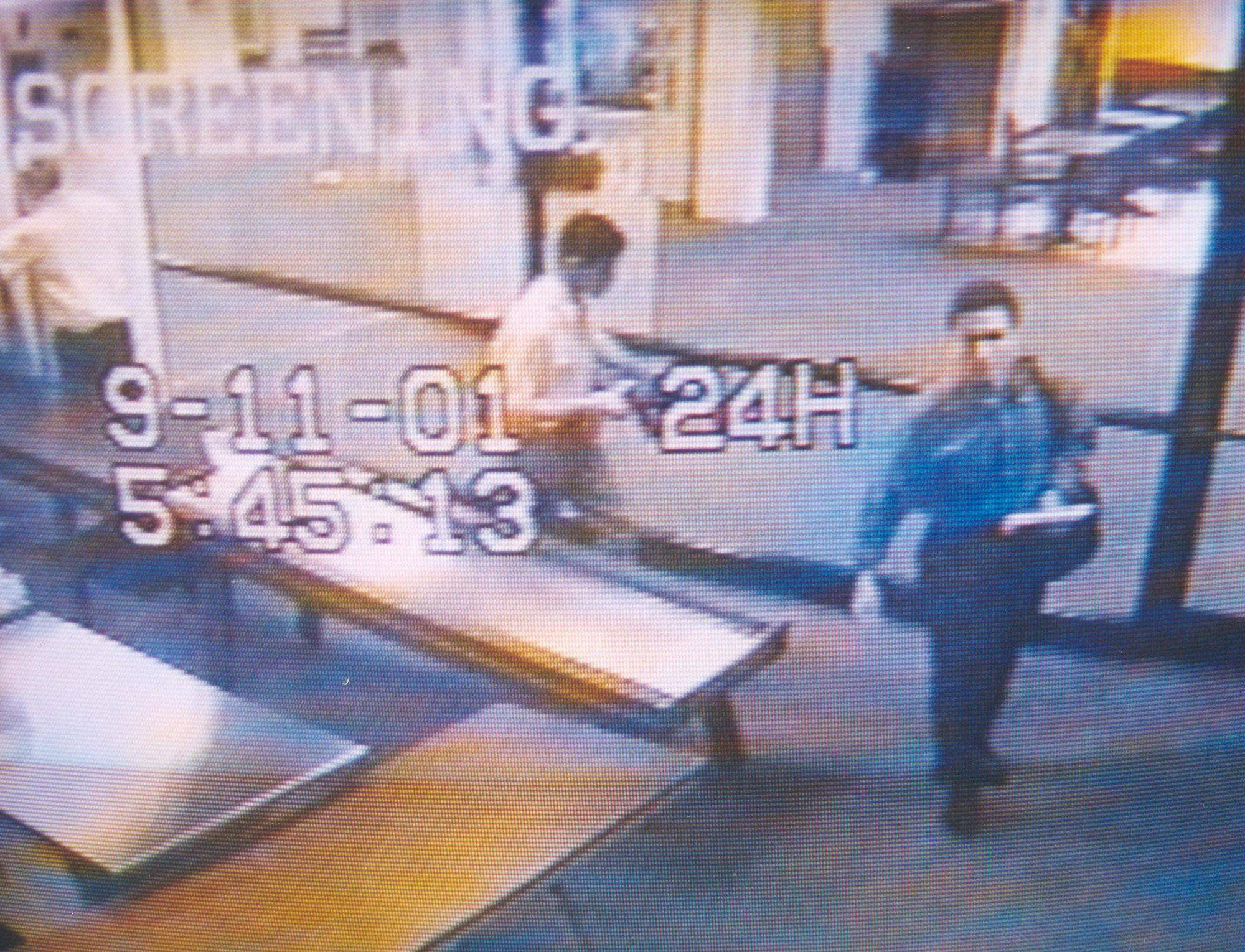
Mohamed Atta e Abdulaziz al-Omari ai controlli di sicurezza del Portland International Jetport la mattina dell'11 settembre 2001

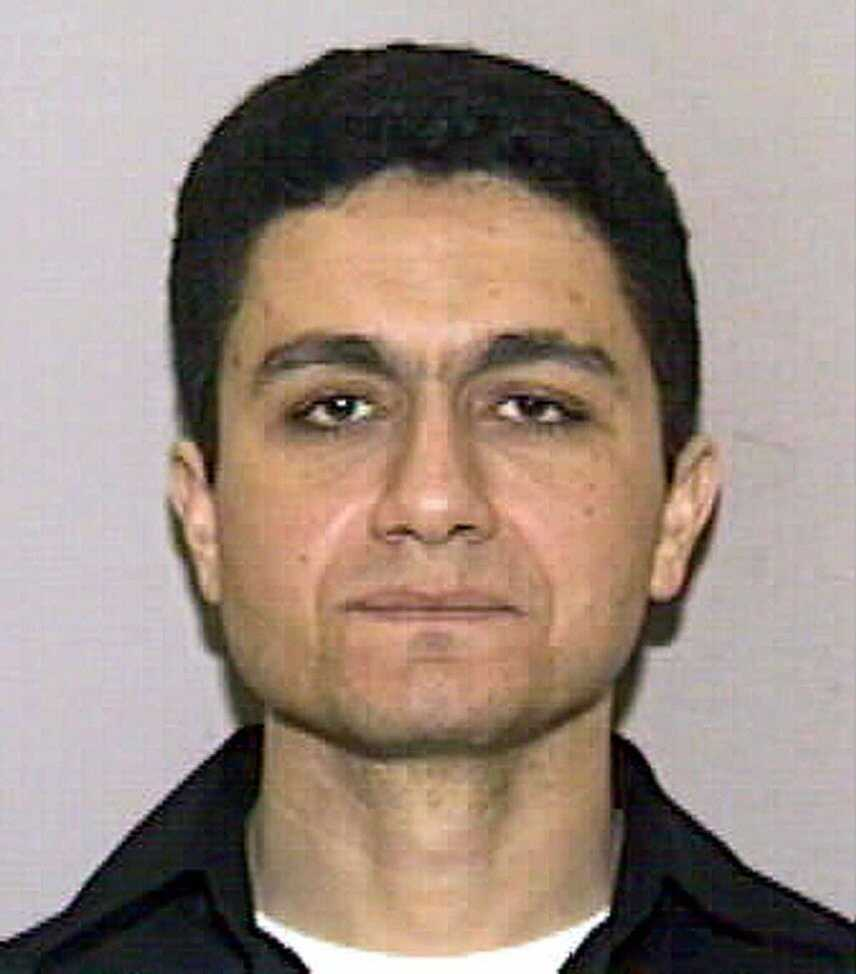
Mohamed Atta, divenuto il pilota del volo American Airlines 11 dopo il dirottamento

Le indagini hanno portato all'individuazione di cinque responsabili, tutti legati ad al-Qaida:
- Mohamed Atta (Egitto), capo della cellula di Amburgo e pilota, seduto al posto 8D;
- Walid al-Shehri (Arabia Saudita), seduto al posto 2B;
- Wa'il al-Shehri (Arabia Saudita), seduto al posto 2A;
- Abd al-Aziz al-Umari (Arabia Saudita), seduto al posto 8G;
- Satam al-Suqami (Arabia Saudita), seduto al posto 10B.

Quattro dei cinque terroristi vennero selezionati dal CAPPS (il sistema di controllo dei bagagli) per un controllo extra. Mohamed Atta venne selezionato al Portland International Jetport, prima che si imbarcasse sul volo che lo avrebbe portato a Boston.
Walid al-Shehri, Wa'il al-Shehri e Satam al-Suqami vennero selezionati all'aeroporto di Boston. Il primo, sprovvisto di bagaglio, semplicemente non subì alcun controllo. Gli altri due terroristi superarono il controllo del proprio bagaglio senza problemi.

## Le vittime

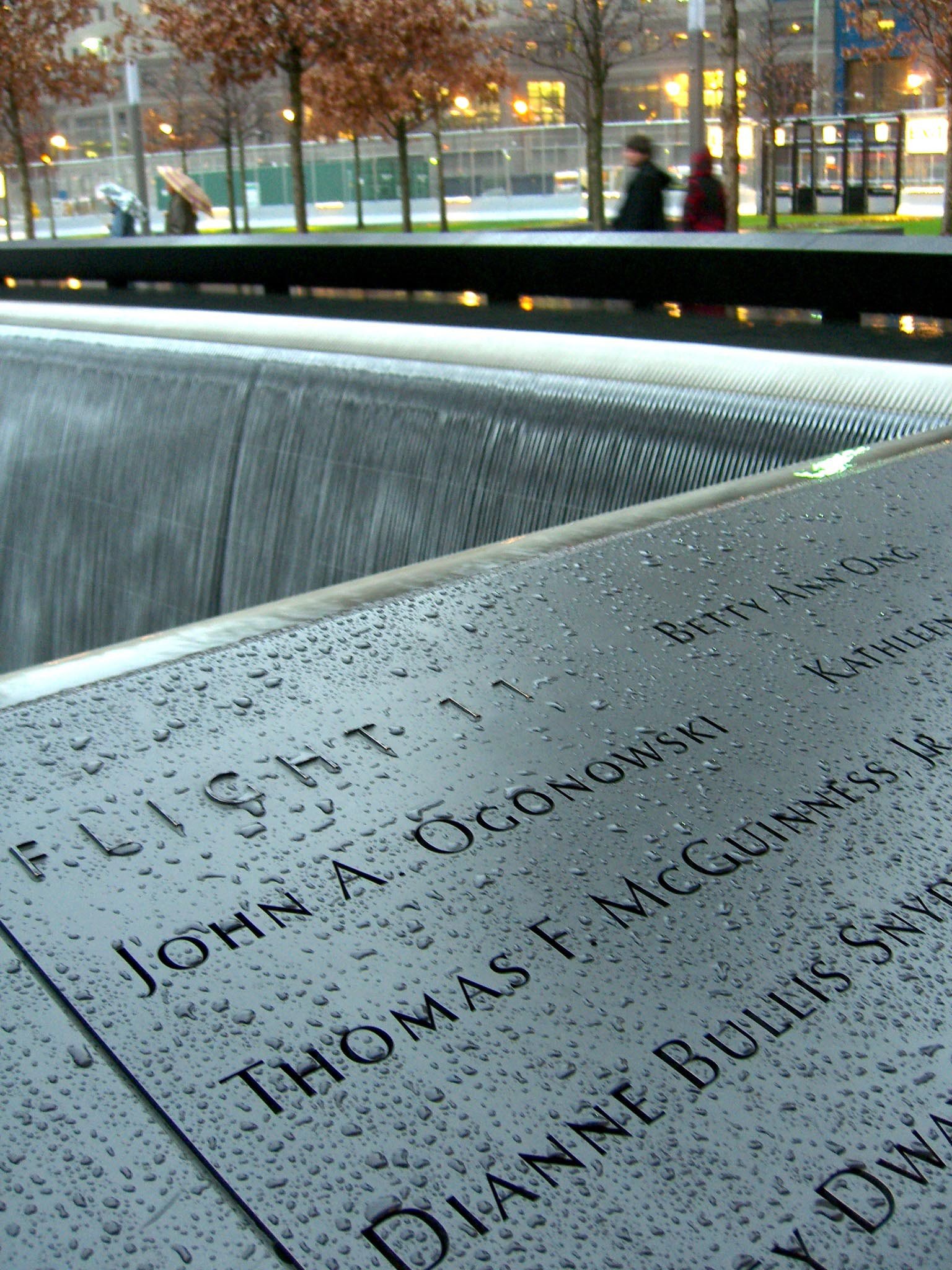
La targa commemorativa del volo al National September 11 Memorial & Museum

### Nazionalità
| Nazionalità            | Passeggeri | Equipaggio | Totale |
| ---------------------- | ---------- | ---------- | ------ |
| Stati Uniti            | 71         | 11         | 82     |
| Stati Uniti e Israele  | 1          | 0          | 1      |
| Stati Uniti e Colombia | 2          | 0          | 2      |
| Regno Unito            | 1          | 0          | 1      |
| Australia              | 1          | 0          | 1      |
| Totale                 | 76         | 11         | 87     |

Di seguito, la lista delle 87 vittime dello schianto, esclusi i 5 terroristi.

### Equipaggio
- John Ogonowski (pilota)
- Thomas McGuinness (primo ufficiale)
- Barbara Arestegui
- Jeffrey Collman
- Sara Low
- Karen A. Martin

- Kathleen Nicosia
- Betty Ong
- Jean Roger
- Dianne Snyder
- Madeline Sweeney

### Passeggeri
- Anna Williams Allison
- David Angell
- Lynn Angell
- Seima Aoyama
- Myra Aronson
- Christine Barbuto
- Berry Berenson
- Carolyn Beug
- Kelly Ann Booms
- Carol Bouchard
- Neilie Anne Heffernan Casey
- Jeffrey Coombs
- Tara Creamer
- Thelma Cuccinello
- Patrick Currivan
- Brian Dale
- David DiMeglio
- Donald Americo DiTullio
- Natalie Janis Lasden
- Albert Dominguez
- Alex Filipov
- Carol Flyzik
- Paul Friedman
- Karleton D.B. Fyfe
- Peter Gay
- Linda George
- Edmund Glazer
- Lisa Fenn Gordenstein
- Andrew Peter Charles Curry Green
- Paige Farley Hackel
- Peter Hashem
- Robert Hayes
- Edward (Ted) R. Hennessy
- John A. Hofer
- Cora Hidalgo Holland
- Nicholas Humber
- John Charles Jenkins
- Charles Edward Jones

- Robin Kaplan
- Barbara Keating
- David P. Kovalcin
- Judy Larocque
- Daniel John Lee
- Daniel M. Lewin
- Susan A. MacKay
- Christopher D. Mello
- Jeff Mladenik
- Antonio Jesus Montoya Valdes
- Carlos Alberto Montoya
- Laura Lee Morabito
- Mildred Rose Naiman
- Laurie Ann Neira
- Renee Newell
- Jacqueline J. Norton
- Robert Grant Norton
- Jane M. Orth
- Thomas Pecorelli
- Sonia Morales Puopolo
- David E. Retik
- Philip M. Rosenzweig
- Richard Ross
- Jessica Sachs
- Rahma Salie
- Heather Lee Smith
- Douglas J. Stone
- Xavier Suarez
- Michael Theodoridis
- James Trentini
- Mary Trentini
- Pendyala Vamsikrishna
- Mary Wahlstrom
- Kenneth Waldie
- John Wenckus
- Candace Lee Williams
- Christopher Zarba